# Birgit Menz (Politikerin)
Birgit Menz (* 16. Mai 1962 in Suhl) ist eine deutsche Politikerin (Die Linke) und Mitglied des Bundestages. Sie war als Nachrückerin von 2015 bis 2017 Mitglied des Bundestages.

## Familie, Ausbildung und Beruf
Menz lebt  seit 1997  in Bremen. Liiert ist sie mit Klaus-Rainer Rupp (Die Linke), Abgeordneter der Bremischen Bürgerschaft.
Nach ihrem Fachhochschulabschluss absolvierte sie eine Ausbildung zur Buchhändlerin. Nach mehreren Umschulungen war sie vor ihrem Bundestagsmandat als Sachbearbeiterin in einem Ingenieurbüro tätig.
Seit September 1978 ist sie Gewerkschaftsmitglied, aktuell bei der Vereinten Dienstleistungsgewerkschaft Ver.di.

## Politik
Menz ist seit 1981 in der politischen Linken aktiv. Sie war Mitglied in der SED, dann in der PDS und schließlich in der Partei Die Linke.
Sie ist seit 1999 in Bremen im Beirat des Stadtteils Östliche Vorstadt. Seit November 2006 ist sie in der Bremischen Stiftung für Rüstungskonversion und Friedensforschung und seit Oktober 2007 in dessen Vorstand.
Sie war zwei Jahre Schatzmeisterin im Kreisverband Suhl und ist seit vielen Jahren Teil des Vorstandes oder der Revisionskommission – sowohl in Suhl als auch in Bremen.
Seit einigen Jahren ist sie im Bremer Friedensforum aktiv.
Zur Bremischen Bürgerschaftswahl 2011 trat sie an, konnte jedoch über ihren Listenplatz 11 nicht in die Bürgerschaft einziehen.

### Mitglied des Bundestages
Zur Bundestagswahl 2013 war sie für den Landesverband Bremen auf Listenplatz 3 gewählt worden, konnte jedoch nicht direkt in den Bundestag einziehen. Am 16. März 2015 rückte sie für Agnes Alpers in den Bundestag nach.
Menz wurde als Mitglied im Ausschuss für Umwelt, Naturschutz, Bau und Reaktorsicherheit benannt. Daneben war sie stellvertretendes Mitglied im Ausschuss für Verkehr und digitale Infrastruktur und im Ausschuss für Bildung, Forschung und Technikfolgenabschätzung. Zusätzlich war Menz Schriftführerin und hatte die Aufgaben der Obfrau im Parlamentarischen Beirat für nachhaltige Entwicklung übernommen.